# 张景辉 (1954年)
张景辉（1954年1月—），河北深泽人。男，汉族。1969年11月参加工作，1974年10月加入中国共产党。甘肃省广播电视大学汉语言文学专业毕业，兰州大学函授学院经济管理专业毕业。中华人民共和国政治人物。

## 生平
张景辉早年在兰州市政府部门任职，曾担任中共兰州市安宁区委副书记、区长，区委书记，1997年担任中共兰州市西固区委书记。
2002年4月，任中共甘肃省纪委副书记。2006年3月，任中共白银市委书记。2008年2月，任中共天水市委书记。2008年，当选第十一届全国人民代表大会甘肃地区代表。2011年1月，当选为甘肃省政协副主席。
2017年1月，张景辉不再担任甘肃省政协副主席，退休。